# Kumara (botanica)
Kumara Medik è un genere di piante succulente della famiglia delle Asphodelaceae).

## Tassonomia
Comprende due sole specie, in precedenza attribuite al genere Aloe:
- Kumara haemanthifolia (Marloth & A.Berger) Boatwr. & J.C.Manning
- Kumara plicatilis (L.) G.D.Rowley